# Paul Watrin
Paul Watrin (1876–1950) – polityk, prawnik, dr nauk politycznych, działacz społeczny
Urodził się w 1876 w alzackiej rodzinie. Studiował prawo, w 1899 został przyjęty w poczet paryskich adwokatów. Ożenił się w 1903.
W 1916 uzyskał na Sorbonie doktorat nauk politycznych za monumentalną pracę „La tradition monarchique d`apres l`ancien droit public” (opublikowana w 1916, reprint 1983) na temat teoretycznych podwalin francuskiego monarchistycznego legitymizmu.
W 1907 został prezydentem Francuskiego Towarzystwa Archeologicznego (fr. Société française d'archéologie). Towarzystwo jest wydawcą Historycznego, Archeologicznego i Heraldycznego Biuletynu (fr. Bulletin historique, archéologique et héraldique).
W 1911 został współzałożycielem katolickiej i prawicowej partii Zjednoczenie Francuzów. 
W latach 1921–1940 był wydawcą pro-legitymistycznego przeglądu "La Science historique".
Kawaler Rycerskiego Zakonu Szpitalników św. Łazarza z Jerozolimy, członek Rady Oficerów tego zakonu. W 1910 rezydujący w Bejrucie generalny administrator (namiestnik) i protektor zakonu melchicki katolicki Patriarcha Cyryl VIII Geha za radą polskiego księdza kanonika Jana Tańskiego restytuował Kapitułę zakonu w Europie i mianował Watrina Kanclerzem Kapituły, tym samym zrzekając się funkcji generalnego administratora (pozostając kościelnym protektorem zakonu). W tym czasie Kanclerz Kapituły był najwyższą funkcją w zakonie św. Łazarza. Pozostałymi członkami odnowionej Kapituły byli: ks. kanonik Jan Tański - kapelan i jałmużnik; Paul Bugnot - sędzia herbowy; Anselme de la Puisaye (były oficer Armii Papieskiej i założyciel charytatywnego Stowarzyszenia Zielonego Krzyża w Tunisie); Charles Otzenberger - agent generalny.
W 1910 był współzałożycielem narodowego Stowarzyszenia Szpitalników św. Łazarza z Jerozolimy. (Stowarzyszenie kawalerów zakonu mogło być zarejestrowane na francuskim republikańskim prawie o stowarzyszeniach z 1901).
Zmarł w 1950.